# Joan V l'Anglòfil
Joan V l'Anglòfil (francès: Jean V de Bretagne)  (Gwened, 24 de desembre de 1389 - Nantes, 29 d'agost de 1442) també conegut per diversos noms Joan V de Bretanya o VI l'Anglòfil, el Savi o el Prudent. Fou el primer fill mascle i el tercer fill del duc Joan IV de Bretanya i de la seva tercera esposa Joana de Navarra. A la mort del seu pare, el 9 de novembre de 1399, va esdevenir duc de Bretanya. Va cridar al valencià Sant Vicent Ferrer perquè prediqués en el ducat i en el seu govern es van editar alguns escrits en llengua bretona.

## Biografia
Va néixer el 24 de desembre de 1389 al castell de l'Ermini a Vannes i va morir el 29 d'agost de 1442, al Casal de la Touche prop de Nantes.
Va esdevenir duc a l'edat de deu anys sota la tutela del duc de Borgonya, Felip II l'Intrèpid, que va assolar Jersey i Guernesey. Es va reconciliar amb el rei de França Carles VI de França del qual s'havia casat amb una filla. Es va reconciliar igualment amb Olivier de Clisson, l'enemic del seu pare. El 1404, va derrotar els anglesos prop de Brest. Es va barallar amb Clisson i era sobre el punt d'assetjar-lo, quan aquest últim va morir. Aliat dels francesos contra els anglesos al final de la guerra dels Cent Anys, va arribar a Azincourt després de la batalla, el que no obstant li va permetre amb poc desgast de recuperar la ciutat de Saint-Malo (llavors annexada al regne) com ho preveia la seva aliança amb el rei de França. Va portar llavors una política de bàscula entre els dos partits, anglès i francès: va signar el tractat de Troyes que desposseïa Carles VII de França, però autoritzava al seu germà Artur III de Bretanya, conestable de Richemont (Richmond) a combatre sota la seva bandera. Enric V d'Anglaterra va tancar Artur de Richemont durant set anys a la presó: el seu nom mític sempre fou temut dels reis d'Anglaterra.
Va fer la pau amb els comtes de Penthièvre, però aquests no havien renunciat a regnar sobre Bretanya. Convidat a una festa que donaven a Champtoceaux el 1420, hi va anar, va ser parat sota ordre de Margarida de Clisson (comtessa vídua de Penthièvre), detingut i amenaçat de mort. Aquest segrest sense precedents llavors, va emocionar els prínceps europeus, però no va provocar cap intervenció del tribunal de França. Però l'acció de la seva dona la duquessa Joana de França (1391-1433) (o Joana de Valois) duquessa de Bretanya i dels barons bretons li va permetre recobrar la seva llibertat. Fou arran d'aquest alliberament que la ciutadella de Champtoceaux fou totalment destruïda; Joan V va voler que es destruïssin tots els murs de la seva presó fins als fonaments. Va combatre llavors contra Joan II d'Alençon i va posar setge davant Puancé el 1432. Artur de Richemont, el seu germà, que l'acompanyava, el va convèncer de fer la pau.
Se'l descriu com el príncep més bell del seu temps i magnífic en la seva vestimenta, els seus mobles i la seva cuina. Una estàtua seva de fusta policromada es troba a la capella de Saint-Fiacre a Faouët.

### Matrimoni i descendència
Es va casar a París el 19 de setembre de 1396 amb Joana de França (1391 † 1433), filla de Carles VI de França, de la qual va tenir:
1. Anna (1409 † després de 1415)
2. Isabel (1411 † 1442), casada l'1 d'octubre de 1430 amb Guiu XIV de Laval
3. Margarida (1412 † 1421)
4. Francesc I de Bretanya (1414 †1450), duc de Bretanya
5. Caterina (1417 † després de 1444) casada amb Esteve Jamin, conseller i secretari del rei, regidor i membre del consell dels cent del Poitou.[a]
6. Pere II de Bretanya (1418 † 1457), duc de Bretanya
7. Gil de Bretanya (1420 † 1450), senyor de Champtocé

## Galeria d'imatges

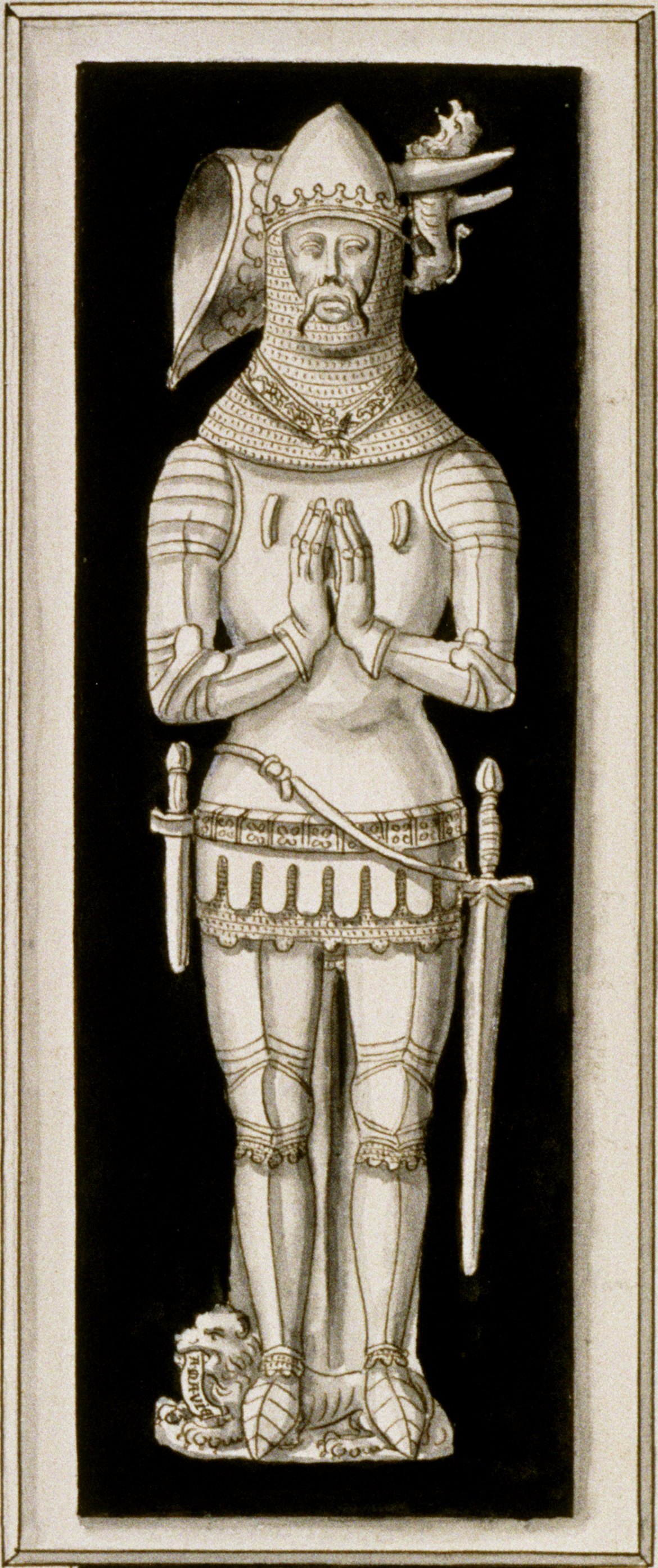
Joan V de Bretanya
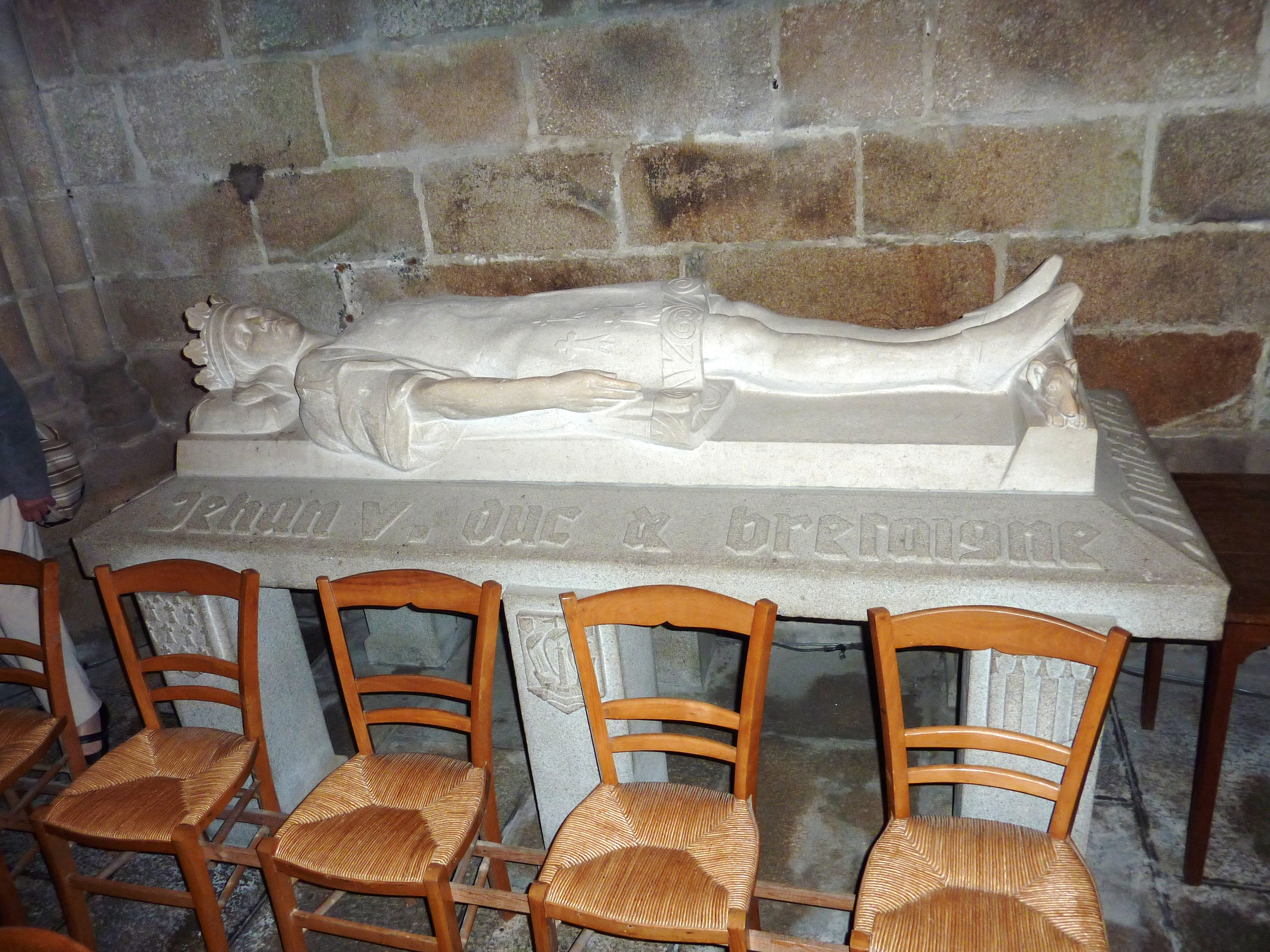
L'estàtua jacent de Joan V de Bretanya a la catedral de Tréguier
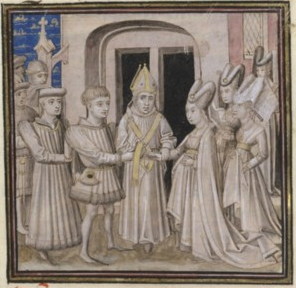
Matrimoni de Joan V el Savi i de Joana de França
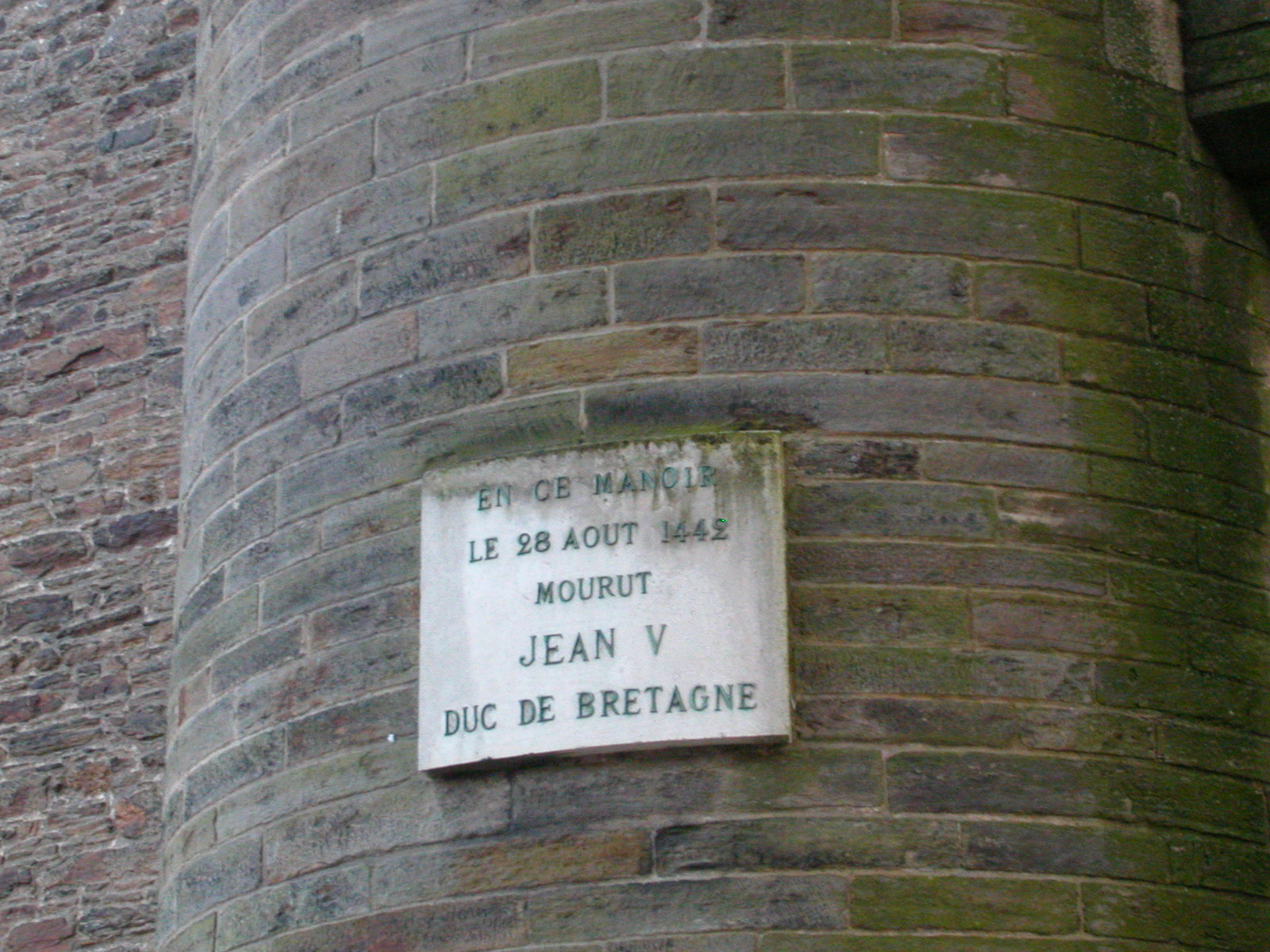
Placa commemorativa de la seva mort a Nantes